# Bedřichovice (Hříškov)
Bedřichovice (německy Friedrichsdorf) jsou malá vesnice, část obce Hříškov v okrese Louny. Leží 8 km jihovýchodně od Loun.

## Poloha obce
Bedřichovice se nachází přibližně 1,5 km severovýchodně od obce Hříškov, jejíž jsou součástí. Půl kilometru východně od Bedřichovic se nachází malá vesnice Sulec. Nejbližším větším a zároveň okresním městem jsou 7 km vzdálené Louny. Mezi Bedřichovicemi a Sulcem se také nachází most vedouzcí přes dálnici D7.

## Významná místa
Náves sloužící jako park i dětské hřiště zdobí kromě urostlých stromů především kaple z 19. století. Tato kaple v roce 2017 prošla rekonstrukcí a nyní tvoří jeden ze symbolů Bedřichovic. Dalším významným místem a symbolem je Pomník padlým v první světové válce.

## Historie
Zřejmě odvozují své jméno podle šlechtice Bedřicha staršího z Vinařic. Prvně se připomínají v roce 1387, kdy zde měla zapsáno věno Příba, vdova po Vaňkovi Hořasovi. Část vsi patřila před husitskými válkami chrámu sv. Víta v Praze. Od roku 1579 patřily k páteckému panství, po třicetileté válce byly zcela vylidněny. Za první republiky se na katastru obce pěstoval hlavně ječmen.
V letech 1850–1869 byla vesnice součástí obce Smolnice, v letech 1880–1950 samostatnou obcí, v letech 1961–1980 a od 24. listopadu 1990 se stala součástí obce Hříškov a od 1. ledna 1981 do 23. listopadu 1990 spolu s obcí Hříškov součástí městyse Panenský Týnec.

## Obyvatelstvo
Nejvíce obyvatel měly Bedřichovice v roce 1846 – celkem 160. Od té doby počet stále klesá, podle sčítání v roce 2001 zde žilo 55 obyvatel.
|                                                                       | 1869 | 1880 | 1890 | 1900 | 1910 | 1921 | 1930 | 1950 | 1961 | 1970 | 1980 | 1991 | 2001 | 2011 |
| --------------------------------------------------------------------- | ---- | ---- | ---- | ---- | ---- | ---- | ---- | ---- | ---- | ---- | ---- | ---- | ---- | ---- |
| Obyvatelé                                                             | 145  | 152  | 159  | 134  | 135  | 140  | 126  | 100  | 104  | 94   | 76   | 54   | 55   | 70   |
| Domy                                                                  | 28   | 29   | 30   | 30   | 28   | 29   | 34   | 38   | .    | 29   | 26   | 32   | 35   | 35   |
| Počet domů z roku 1961 je zahrnut v celkovém počtu domů obce Hříškov. |      |      |      |      |      |      |      |      |      |      |      |      |      |      |

### Galerie

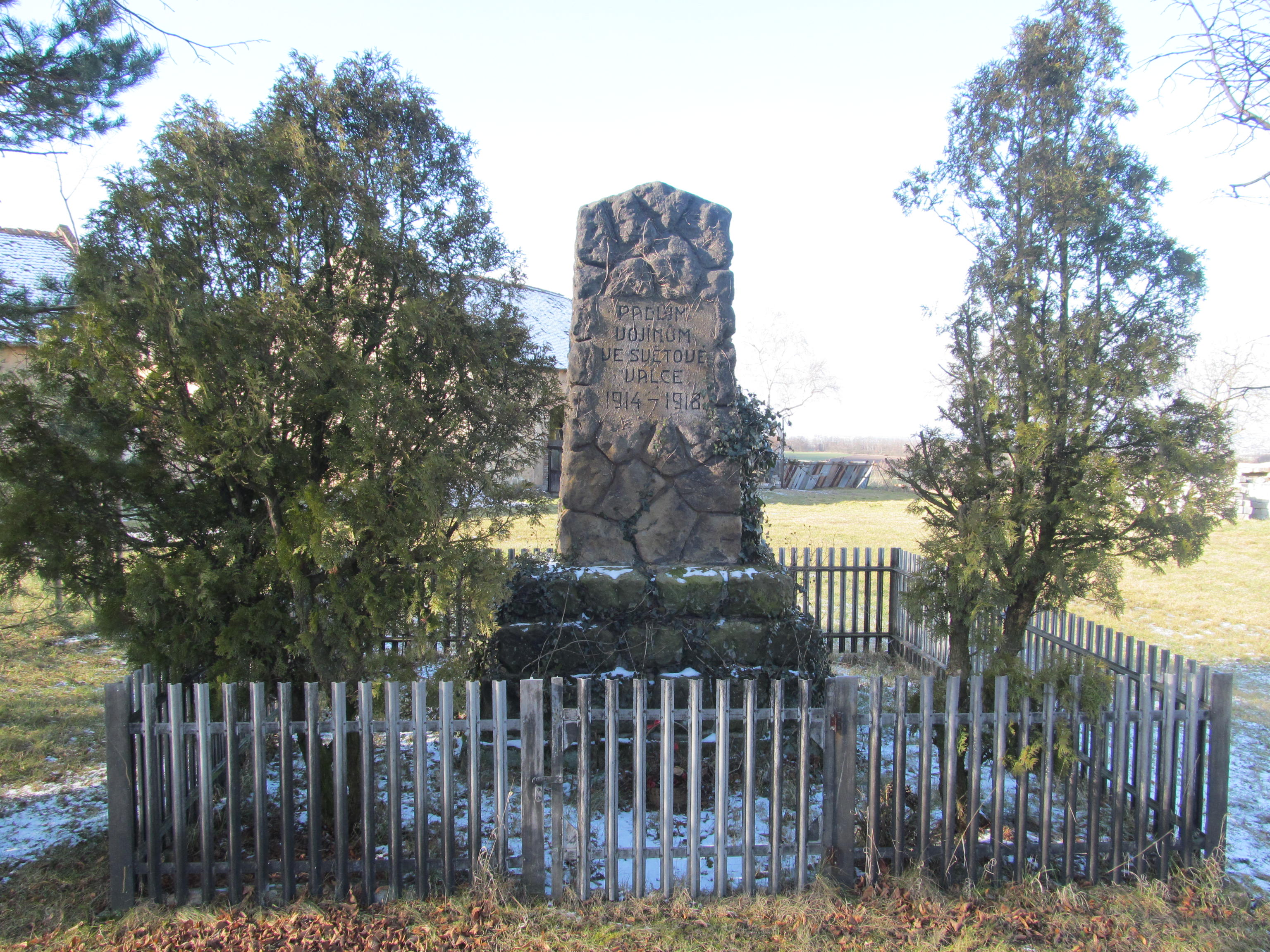
Pomník padlým v 1. světové válce
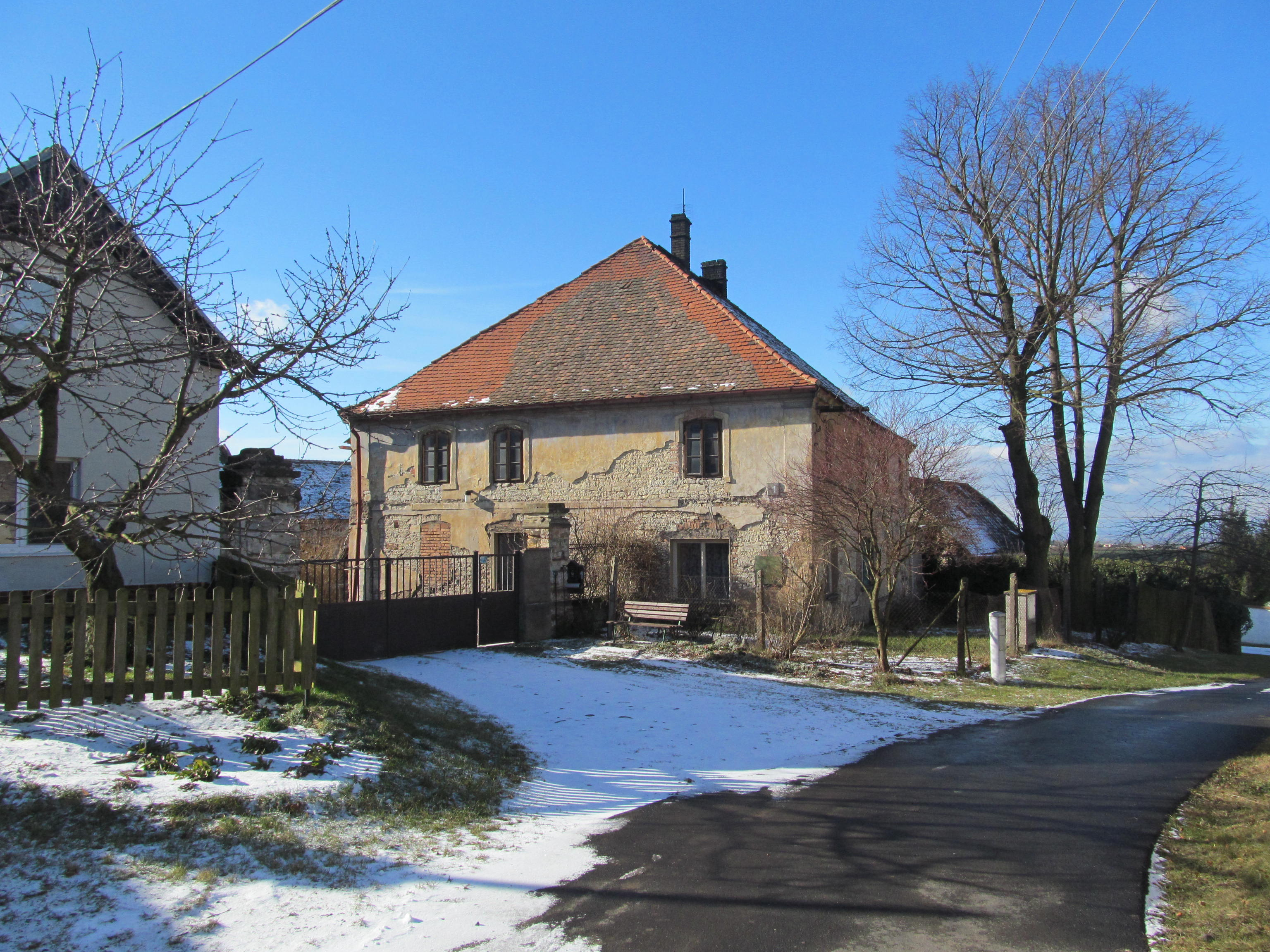
Dům čp. 1
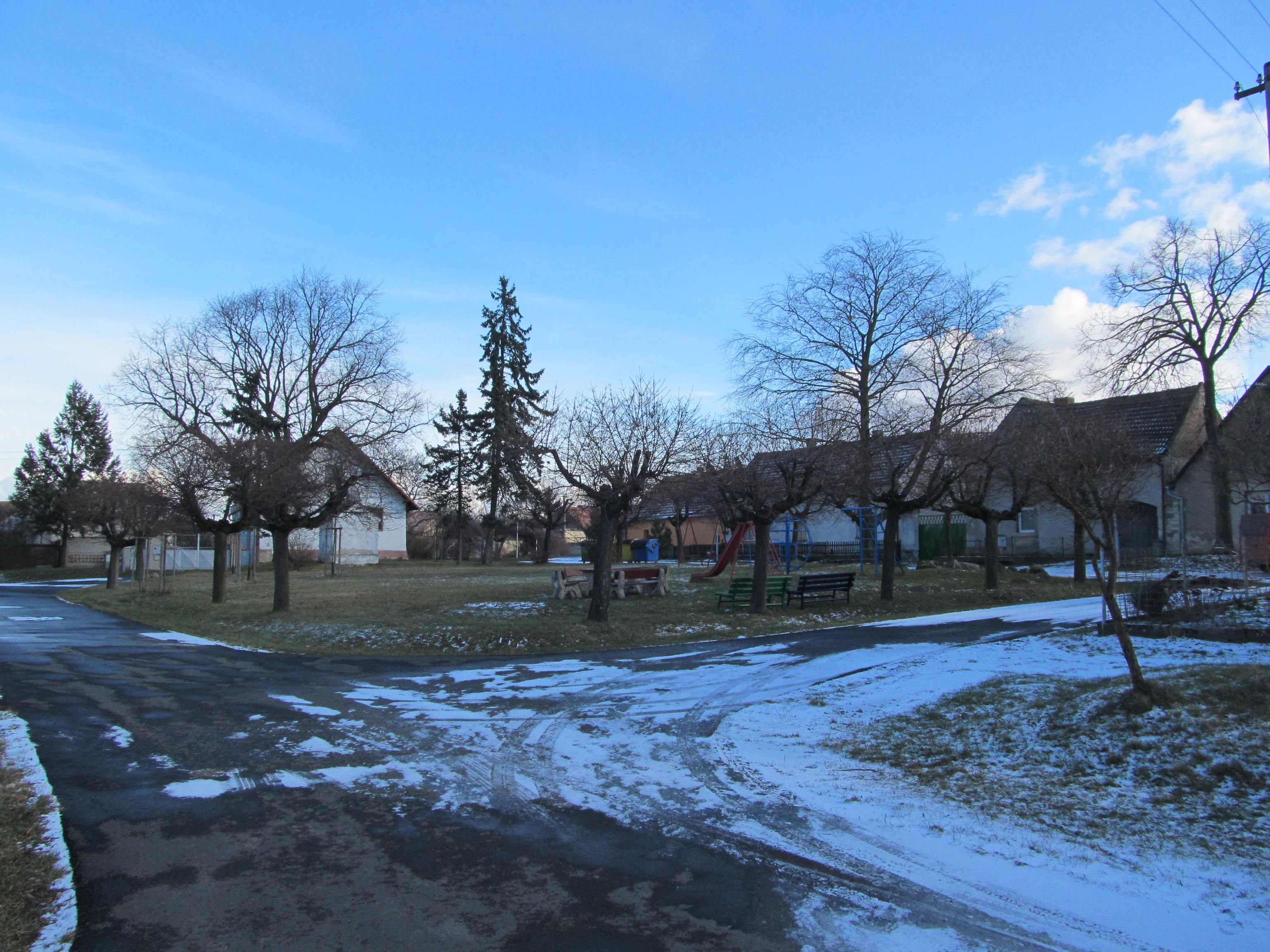
Náves
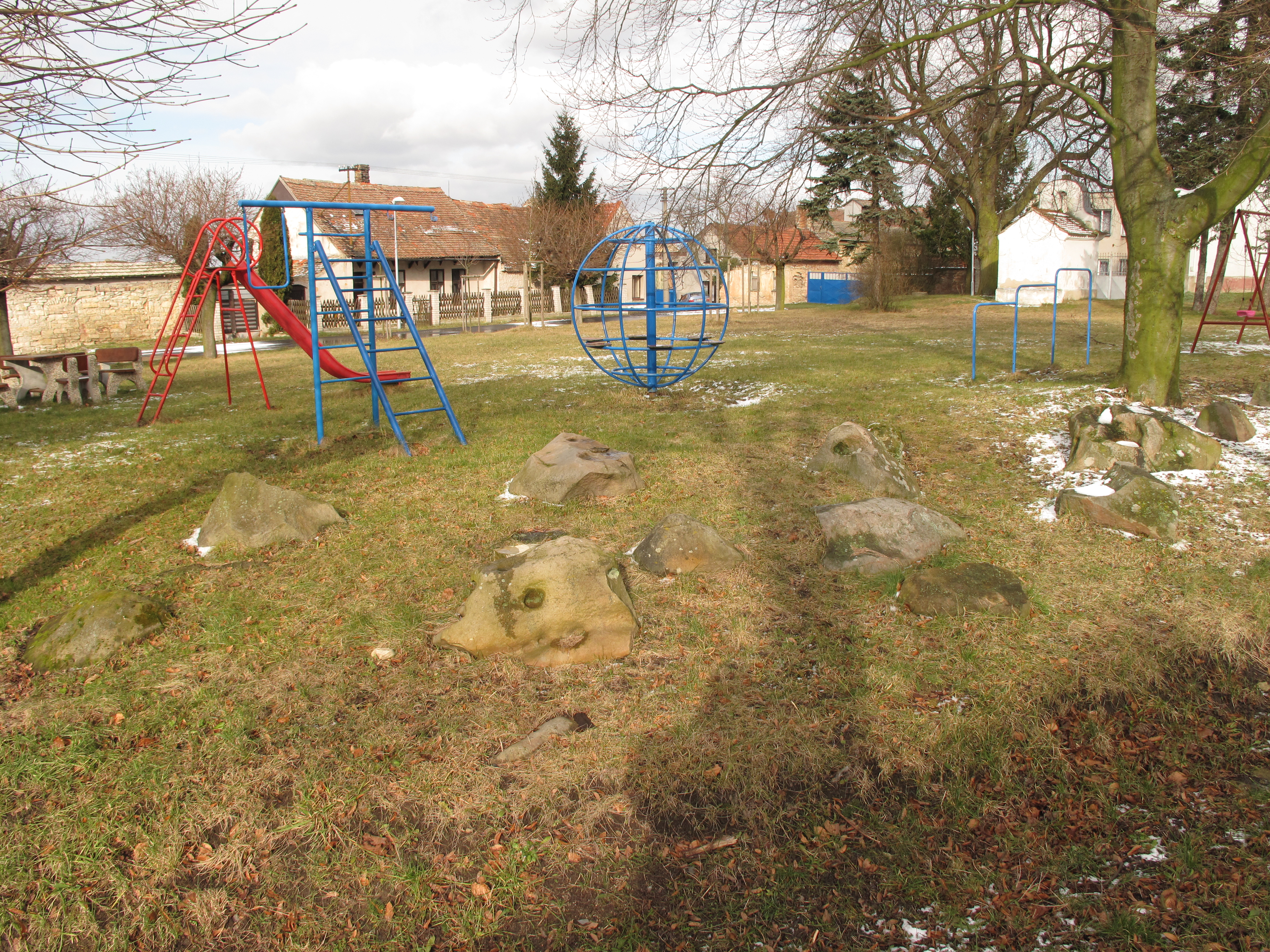
Dětské hřiště